# ガリオネラ属
ガリオネラ属はガリオネラ科の基準属でグラム陰性の非芽胞形成微好気性有柄細菌。名称はフランスの動物学者ガリオンに因む。
鉄イオンの存在する環境に生息する鉄酸化細菌として知られ、第二鉄イオンを電子供与体として用い、カルビン回路で二酸化炭素を固定化することができる。使用された鉄イオンは第二水酸化鉄となり、細胞表面に蓄積して柄を形成する。